# یونی-پرزیدنت
یونی-پرزیدنت (انگلیسی: Uni-President) شرکت صنایع غذایی تایوانی است، که در سال ۱۹۶۷ تأسیس شد.